# Iglesia de San Francisco (Loja, España)
La primera iglesia de San Francisco en la ciudad española de Loja, provincia de Granada, fue construida en 1564. El corregidor Pedro Javier Valdivieso la reconstruyó después del terremoto de 1749. El edificio era y es de adobe como los demás. Este dato aproximadamente coincide con el citado por Pío Jaramillo en su obra “Historia de la Provincia de Granada” en el que refiere que la existencia de la ciudad de Loja en 1548 fundada por Alonso Mercadillo tiene relación con la creación de dos monasterios uno de Santo Domingo y otro de San Francisco.
Además el historiador Francisco X Riofrío ratifica que los frailes franciscanos acompañaron a Mercadillo en la fundación de la ciudad.
En 1585 el Fray Luis Martínez solicitó al cabildo de Loja la concesión a los franciscanos se ocho mitayos de la encomienda de Bartolomé de la Vega, para que trabajasen en la calera y tejar que les había cedido Bartolomé López para la reedificación del convento. El cabildo condescendió con el pedido, imponiendo la condición de que se pague a los indios el salario correspondiente y que los materiales obtenidos del tejar y la calera sirviesen también para el vecindario de la ciudad.
El convento de San Francisco de la ciudad de Loja, por tratarse de una comunidad de misioneros constituyó un punto estratégico para la evangelización tanto en la jurisdicción territorial de los Paltas y sus diversos pueblos, como de las etnias de la amazonía adscrita a las gobernaciones de Yaguarzongo y Mainas. Además con el transcurrir del tiempo los franciscanos fueron los cultores e impulsores de la actividad musical en la ciudad de Loja así como los iniciadores de la música gregoriana y polifónica en la ciudad.
Así tenemos por ejemplo, al Fray José María Masiáa y Vidiella nacido en España el 30 de diciembre de 1815 , el 7 de mayo de 1831 tomó el hábito franciscano en el convento de Barcelona y fue enviado en 1852 como misionero al convento de Padres descalzos en Lima de fue llamado por el presidente Gabriel García Moreno como reformador de la vida monástica, para ser consagrado aquí el primer Obispo de Loja , el 22 de septiembre de 1876. Siendo Monseñor de la ciudad de Loja, José María Masiáa se preocupa por buscar el esplendor de la liturgia a través de la música del órgano, paro lo cual invitó a Loja al presbítero Dr. Guarro, un destacado organista y compositor de alta esfera musical. Es así como inicia el desarrollo del arte dentro de las celebraciones religiosas seguido de más precursores musicales como el padre Antonio Vega de Célica, Francisco Rodas Bustamante, José Miguel Vaca por 20 años organista y el Padre Pablo Echaniz cantante de Opera e integrante de la orden Seráfica.
- Datos: Q5910179